# Ābshūr
Ābshūr (persiska: Āb Shūrī, آبشور) är en ort i Iran.   Den ligger i provinsen Khorasan, i den nordöstra delen av landet, 700 km öster om huvudstaden Teheran. Ābshūr ligger 1 493 meter över havet och antalet invånare är 516.
Terrängen runt Ābshūr är huvudsakligen kuperad, men västerut är den platt. Runt Ābshūr är det ganska glesbefolkat, med 38 invånare per kvadratkilometer. Närmaste större samhälle är Qūchān, 17,5 km väster om Ābshūr. Omgivningarna runt Ābshūr är i huvudsak ett öppet busklandskap.